# Yolande River
Der Yolande River ist ein Fluss im Westen des australischen Bundesstaates Tasmanien, an der Westflanke der West Coast Range.

## Geografie

### Flusslauf
Der rund 18 Kilometer lange Yolande River entsteht im Lake Margaret an der Westflanke des Mount Sedgwick und fließt nach Südwesten. Er unterquert den Zeehan Highway, biegt kurz darauf nach Westen ab und mündet in den Henty River.

### Nebenflüsse mit Mündungshöhen
Nebenflüsse des Yolande River sind:
- Langdon River – 207 m
- Pearl Creek – 81 m

### Durchflossene Stauseen
Er durchfließt folgende Seen/Stauseen:
- Lake Margaret – 662 m